# Cshongnam
Cshongnam (hangul: 청남군, Cshongnam-kun, handzsa: 淸南郡, RR: Ch'ŏngnam-kun, ’tisztaságtól délre’) megye Észak-Koreában, Dél-Phjongan (P'yŏngan) tartományban. 1980-ban választották le Mundok (Mundŏk) megyéből és kerületi státuszt kapott. 2020-ban emelték megyei rangra.

## Földrajza
Minden irányból Mundok (Mundŏk) megye határolja, annak enklávéja.

## Közigazgatása
2 faluból (ri (ri)) és 9 tongból áll:
| - Kangszong-tong (강성동; 强盛洞, Kangsŏng-dong) - Komungum-tong (검은금동; 검은금洞, Kŏmŭn'gŭm-dong) - Ragvon-tong (락원동; 樂園洞, Ragwŏn-dong) - Munhva-tong (문화동; 文化洞, Munhwa-dong) - Szanop-tong (산업동; 産業洞, Sanŏp-dong) - Szangbong-tong (상봉동; 相逢洞, Sangbong-dong) | - Szegori-tong (새거리동; 새거리洞, Saegŏri-dong) - Cshungszong-tong (충성동; 忠誠洞, Ch'ungsŏng-dong) - Hjoszong-tong (효성동; 孝誠洞, Hyosŏng-dong) - Rjongbuk-ri (룡북리; 龍北洞, Ryongbuk-ri) - Sin-ri (신리; 新里, Sin-ri) |

## Gazdaság
Cshongnam (Ch'ŏngnam) megye gazdasága szénbányászatra és betongyártásra épül.

## Oktatás
Cshongnam (Ch'ŏngnam) megye ismeretlen számú általános és középiskolának ad otthont.

## Egészségügy
A megye számos egészségügyi intézménnyel rendelkezik, köztük 1 megyei és számos helyi kórházzal.

## Közlekedés
A megye közutakon a szomszédos helységek felől közelíthető meg. A megye vasúti kapcsolattal rendelkezik, az Andzsu szénbánya (Anju szénbánya) vasútvonal része.